# Kafétien Gomis
Kafétien Antoine Gomis (ur. 23 marca 1980 w Saint-Quentin) – francuski lekkoatleta specjalizujący się w skoku w dal.
Na arenie międzynarodowej zadebiutował dopiero jako senior zajmując w 2003 dziewiąte miejsce na uniwersjadzie. Rok później nie udało mu się awansować do finału igrzysk olimpijskich w Atenach. W sezonie 2005 zajął szóste miejsce w igrzyskach śródziemnomorskich oraz uplasował się na siódmym miejscu kolejnej edycji uniwersjady. W debiucie na mistrzostwach Starego Kontynentu – latem 2006 – był piąty, a kilka miesięcy później, na początku 2007, zajął czwartą pozycję w swoim pierwszy w karierze starcie w halowych mistrzostwach Europy. W 2009 po uplasowaniu się na czwartej pozycji halowych mistrzostw Europy oraz igrzysk państw basenu Morza Śródziemnego reprezentował Francję na mistrzostwach świata w Berlinie jednak nie wywalczył awansu do finału. Sezon 2010 rozpoczął od nieudanego startu w halowych mistrzostwach świata, a latem został wicemistrzem Europy. Brał udział w zawodach o puchar interkontynentalny startując w barwach Europy – w konkursie skoku w dal zajął drugą lokatę. Podczas rozegranych w marcu 2011 w Paryżu został halowym wicemistrzem Europy. Brązowy medalista mistrzostw Europy w Zurychu (2014) oraz siódmy zawodnik kolejnego europejskiego czempionatu w Amsterdamie (2016).
Medalista mistrzostw Francji oraz halowy mistrz Belgii (2010), reprezentant kraju w pucharze Europy i drużynowym czempionacie Starego Kontynentu.
Rekordy życiowe: stadion – 8,26 (20 czerwca 2015, Czeboksary); hala – 8,23 (28 lutego 2016, Aubière).

## Osiągnięcia
| Rok  | Impreza                                 | Miejsce        | Lokata            | Wynik |
| ---- | --------------------------------------- | -------------- | ----------------- | ----- |
| 2003 | Uniwersjada                             | Daegu          | 9. miejsce        | 7,74  |
| 2004 | Igrzyska olimpijskie                    | Ateny          | el. – 14. miejsce | 7,99  |
| 2005 | Igrzyska śródziemnomorskie              | Almería        | 6. miejsce        | 7,88  |
| 2005 | Uniwersjada                             | Izmir          | 7. miejsce        | 7,47  |
| 2006 | Mistrzostwa Europy                      | Göteborg       | 5. miejsce        | 7,93  |
| 2007 | Halowe mistrzostwa Europy               | Birmingham     | 4. miejsce        | 7,93  |
| 2008 | Superliga pucharu Europy                | Annecy         | 5. miejsce        | 7,76  |
| 2009 | Halowe mistrzostwa Europy               | Turyn          | 4. miejsce        | 8,12  |
| 2009 | Igrzyska śródziemnomorskie              | Pescara        | 4. miejsce        | 7,96  |
| 2009 | Mistrzostwa świata                      | Berlin         | el. – 21. miejsce | 7,90  |
| 2010 | Halowe mistrzostwa świata               | Doha           | el. – 10. miejsce | 7,84  |
| 2010 | Superliga drużynowych mistrzostw Europy | Bergen         | 2. miejsce        | 8,09  |
| 2010 | Mistrzostwa Europy                      | Barcelona      | 2. miejsce        | 8,24  |
| 2010 | Puchar interkontynentalny               | Split          | 2. miejsce        | 8,10  |
| 2011 | Halowe mistrzostwa Europy               | Paryż          | 2. miejsce        | 8,03  |
| 2011 | Superliga drużynowych mistrzostw Europy | Sztokholm      | 6. miejsce        | 7,91  |
| 2013 | Igrzyska frankofońskie                  | Nicea          | 2. miejsce        | 7,81  |
| 2014 | Mistrzostwa Europy                      | Zurych         | 3. miejsce        | 8,14  |
| 2014 | Puchar interkontynentalny               | Marrakesz      | 8. miejsce        | 7,67  |
| 2015 | Halowe mistrzostwa Europy               | Praga          | el. – 14. miejsce | 7,65  |
| 2015 | Superliga drużynowych mistrzostw Europy | Czeboksary     | 2. miejsce        | 8,26  |
| 2015 | Mistrzostwa świata                      | Pekin          | 7. miejsce        | 8,02  |
| 2016 | Halowe mistrzostwa świata               | Portland       | 9. miejsce        | 7,88  |
| 2016 | Mistrzostwa Europy                      | Amsterdam      | 7. miejsce        | 7,84  |
| 2016 | Igrzyska olimpijskie                    | Rio de Janeiro | 8. miejsce        | 8,05  |
| 2017 | Superliga drużynowych mistrzostw Europy | Lille          | 6. miejsce        | 7,70  |
| 2018 | Mistrzostwa Europy                      | Berlin         | 9. miejsce        | 7,84  |